# TVR Info
TVR Info (numit în trecut TVR News) este un canal de știri al televiziunii publice din România, pe care se difuzează emisiuni informative și documentare. A fost lansat sub o nouă denumire a canalului de televiziune cunoscut, până la 15 noiembrie 2012 sub denumirea de TVR Info, lansat pe data de 31 decembrie 2008 și care și-a încetat emisia temporar pe 15 august 2012, ca urmare a măsurilor de redresare economică a SRTV.
După 3 luni în care emisia i-a fost suspendată temporar, Televiziunea publică semnează un contract cu postul pan-european Euronews, iar pe 15 noiembrie 2012, se relansează sub denumirea, TVR News.
Canalul difuzează buletine de știri și sport, informații meteorologice, reportaje și documentare. De asemenea, sunt emisiuni preluate sau produse în parteneriat cu postul german DW și cu postul pan-european Euronews cu traducere prin subtitrări sau prin sonorizare.
TVR News, lansat pe data de 15 noiembrie 2012 și care și-a încetat emisia pe 1 august 2015, ca urmare a măsurilor SRTV.
Consiliul de Administrație al Televiziunii Române a hotărât închiderea canalului TVR News, de la 1 august 2015.La miezul nopții, pe 1 august 2015, TVR News difuza un No Comment  (preluat de Euronews, axat pe materiale fără comentarii) în care se prezenta materialul despre mormane de gunoaie, în Beirut.
Pe data de 9 februarie 2022, s-a anunțat relansarea postului TVR Info.Din 24 martie 2022 canalul a primit licența să emită din nou. Pe data de 22 iunie 2022 la ora 7 dimineața a reînceput emisia postului.

## Emisiuni
- Telejurnal matinal
- INFO+
- Telejurnal
- Banii, azi
- Frontul
- Info EDU
- Prim-Plan
- Tema Zilei
- Global
- Cine Face Legea?
- Info Express
- Ora De Știri
- Oamenii Și Legea
- Weekend Matinal
- Radar Geopolitic
- Sâmbătă Cu Albertina
- Inspiră România
- Breaking Fake News
- E Vremea Ta!
- Starea Planetei
- Magazin Deutsche Welle
- Brilliant
- Natură și aventură
- Mapamond
- Editia de Luni
- Context
- Tu votezi România

## Procesul de redenumire din 2011
Unul dintre principalele obiective ale managementului TVR pentru 2011 a fost regândirea TVR Info - lansat inițial ca un canal axat pe informații utilitare. Astfel TVR Info, canalul de știri al Televiziunii Române, a fost relansat la începutul lunii mai 2011, cu o grilă nouă, cu programe de știri și dezbateri abordând teme de actualitate internă, politică externă, economie, afaceri și sport.
Tot din mai 2011 TVR Info a avut o nouă identitate vizuală. Demersul TVR de a relansa TVR Info, sub sloganul „Televiziunea de știri a românilor”, a făcut parte dintr-un proces mai amplu al TVR, de redefinire a rolului său de serviciu public de media, care promovează jurnalismul responsabil și dezbaterile pe teme relevante pentru România.
Totodată, TVR a urmat astfel tendințele pieței media europene, majoritatea televiziunilor publice din Europa, având un canal de știri. TVR Info a utilizat preponderent resursele tehnice și umane existente, efortul suplimentar fiind minim. În plus, canalul a valorificat în programele sale conținutul existent pe celelalte posturi, cum ar fi, de pildă, cel sportiv și cel cultural.